# Cidaria staudingeri
Cidaria staudingeri är en fjärilsart som beskrevs av Wnuk 1929. Cidaria staudingeri ingår i släktet Cidaria och familjen mätare. Inga underarter finns listade i Catalogue of Life.